# Urcel
 Urcel  es una población y comuna francesa, en la región de Picardía, departamento de Aisne, en el distrito de Laon y cantón de Anizy-le-Château.

## Demografía
| 404 | 377 | 463 | 470 | 502 | 557 |
| Para los censos de 1962 a 1999 la población legal corresponde a la población sin duplicidades (Fuente: INSEE [Consultar]) |     |     |     |     |     |